# Osservatorio di Mannheim
L'osservatorio di Mannheim (in tedesco Mannheimer Sternwarte) è un osservatorio astronomico storico situato nella città di Mannheim in Germania. 
L'osservatorio fu costruito tra il 1772 e il 1774, anno della sua inaugurazione. La degradazione delle condizioni di osservazione ne impose il trasferimento dapprima, nel 1880, a Karlsruhe e quindi, nel 1898, sul Königstuhl nei pressi di Heidelberg, osservatorio oggi noto col nome Landessternwarte Heidelberg-Königstuhl.

## Storia dell'osservatorio di Schwetzingen

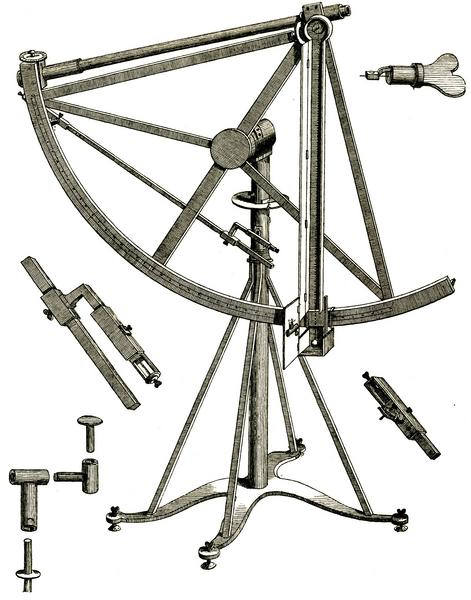
Un quadrante di Canivet, acquistato da Mayer a Paris

L'Elettore Palatino Carl Theodor era ricettivo agli impulsi dell'Illuminismo. Più volte il filosofo francese Voltaire fu ospite alla sua corte e l'Elettore adottò una serie di riforme nel suo territorio e fondò istituzioni scientifiche. 
Tra di esse, il Gabinetto fisico, costruito dal 1751 per il professore di Fisica sperimentale e Matematica di Heidelberg, il Padre gesuita Christian Mayer.
Quando Mayer fu inviato a Parigi nel 1756 per studiare la fornitura locale di acqua, conobbe uno dei centri principali dell'Astronomia contemporanea. 
Ottenne uno strumento astronomico, un quadrante, dal costruttore di strumenti Canivet. 
Con esso egli osservò nel 1759, nel Palatinato, il ritorno previsto da Edmond Halley dell'omonima cometa.

### I transiti di Venere del 1761 e del 1769
Carl Theodor edificò nel 1761 un osservatorio temporaneo nell'Orangerie del parco del castello di Schwetzingen, costruito in legno, affinché Mayer potesse osservare il transito di Venere di fronte al Sole il 6 giugno. 
Le osservazioni effettuate dovettero convincere l'Elettore, poiché già da luglio iniziarono i lavori di costruzione di un osservatorio posto sul tetto del palazzo, che fu inaugurato nel 1764.
Alcuni anni dopo, Mayer risiedette per un anno a San Pietroburgo, dove, tra le altre cose, osservò il transito di Venere del 3 giugno 1769.
L'osservatorio di Schwetzingen non restava inutilizzato, in quanto Carl Theodor e il suo ospite, il principe Francesco Saverio di Sassonia, vollero assistere al fenomeno naturale, ma non riuscirono a causa del cattivo tempo.
Ancora a San Pietroburgo, Mayer pubblicò i risultati dei passaggi di Venere e, con l'aiuto di tutte le osservazioni a lui note dei due passaggi, calcolò la distanza media tra Terra e Sole pari a 146,2 milioni di chilometri, valore che è di soli tre milioni di chilometri inferiore rispetto al valore reale, ma con una notevole incertezza.

## Il periodo palatino

### La fondazione dell'osservatorio di Mannheim

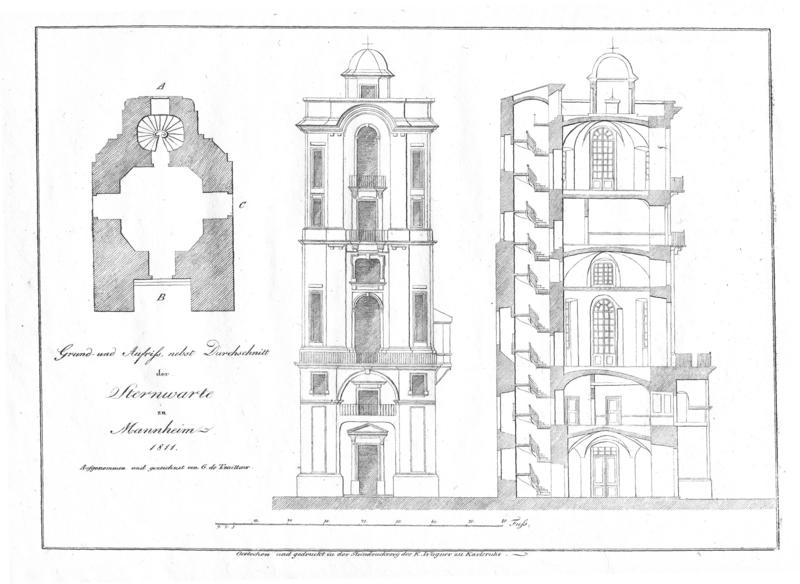
La torre dell'osservatorio di Mannheim

Finalmente, il giorno di Capodanno 1771, Mayer pubblicò un memorandum per la costruzione di un osservatorio in prossimità del Palazzo di Mannheim e nel 1772 l'Elettore commissionò alla Hofkammer (Camera aulica) la costruzione dell'osservatorio. 
Nello stesso anno, fu posta la prima pietra della torre vicino al Castello di Mannheim, che si trova nelle vicinanze del Collegio dei Gesuiti. 
Con l'aiuto di Mayer, negli anni successivi, l'osservatorio acquisì molti strumenti e numerosi volumi della biblioteca dell'Elettore, cosicché Mayer fece dell'osservatorio di Mannheim un istituto di ricerca conosciuto e di livello internazionale.
Così, nel libro degli ospiti dell'osservatorio di Mannheim, si ritrovano non solo le registrazioni di numerosi colleghi noti, ma anche ospiti illustri come Wolfgang Amadeus Mozart, che fu richiesto come direttore della cappella di corte, Benjamin Franklin, l'inviato dei giovani Stati Uniti, e anche quelli scritti in arabo e in altre scritture.
L'apice del lavoro astronomico di Mayer fu raggiunto con la scoperta delle stelle binarie. Nell'atlante stellare di Bode, pubblicato nel 1782, la maggior parte delle stelle binarie sono state osservate da Mayer.
Carl Theodor lasciò il Palatinato nel 1778 per governare la Baviera. Non da ultimo a causa della mancanza della persona di un principe, dopo la morte di Christian Mayer avvenuta nel 1783, la storia dell'osservatorio fu meno fortunata.

### Il successore di Christian Mayer
Il nuovo astronomo di corte, il gesuita Karl König, fu presto trasferito dall'Elettore a Monaco; il successivo, l'ex gesuita Johann Nepomuk Fischer, si fece così tanti nemici, che se ne andò via dopo solo un anno e mezzo, nel 1788. 
Con il lazzarista Peter Ungeschick si fece certamente una scelta migliore, ma morì già nel 1790 mentre tornava da un incontro di studio a Parigi. 
Il suo successore fu Roger Barry, anch'egli membro dell'Ordine dei Lazzaristi.
I successi iniziali ottenuti da Barry furono annullati dalle guerre dell'epoca napoleonica, che colpirono pesantemente anche l'osservatorio.
La torre fu colpita più volte, gli strumenti furono distrutti o danneggiati. Alcuni scomparvero in circostanze misteriose. Barry, temporaneamente fermato anche lui dai francesi, ebbe comunque l'opportunità di osservare un transito di Mercurio, ma poteva fare poco altro.

## Il periodo badese

### Dalle guerre napoleoniche alla Rivoluzione tedesca

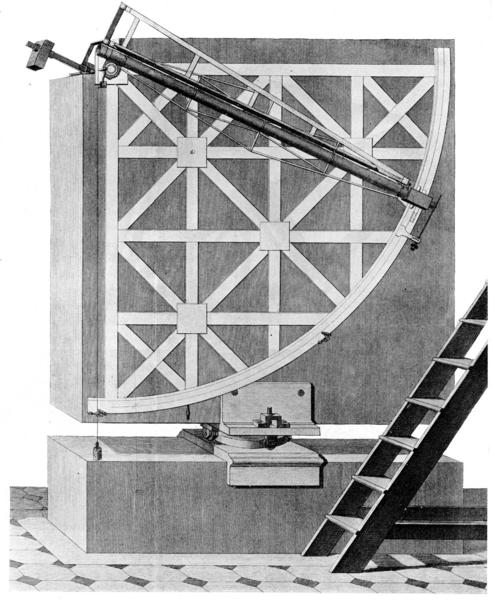
Un quadrante murale di John Bird è stato a lungo lo strumento principale dell'osservatorio di Mannheim

Dopo la guerra, nel 1806, il Granducato di Baden assunse il controllo delle aree del Palatinato sulla destra del Reno e, quindi, anche dell'osservatorio. 
L'astronomo di corte Roger Barry riprese le sue osservazioni, ma si ammalò nel 1810 e l'osservatorio rimase inutilizzato fino alla sua morte, avvenuta nel 1813.
Le sue numerose osservazioni effettuate dopo il 1800 con il quadrante murale rimasero inedite, poiché furono ritenute dai suoi successori non più tempestive.
In questo modo terminò il tempo dell'ordine cattolico nell'osservatorio di Mannheim.
Negli anni precedenti la rivoluzione nel Baden del 1848, l'osservatorio non uguagliò le sue brillanti origini.
Gli astronomi famosi o non potevano essere trattenuti, come Heinrich Christian Schumacher (a Mannheim negli anni 1813-1815), che fondò ad Altona, suo successivo luogo di lavoro, il più antico giornale di astronomia tuttora esistente, le Astronomische Nachrichten, o erano, per quanto interessati, dissuasi dalla politica del personale non qualificato, come Friedrich Georg Wilhelm von Struve, che realizzò poi a Pulkovo, vicino a San Pietroburgo, un osservatorio rinomato.
Dal 1816 fino alla sua morte, avvenuta nel 1846, fu astronomo di corte Friedrich Bernhard Gottfried Nicolai, che si dedicò principalmente alle orbite delle comete.
Sotto la sua direzione, fu acquistato da Joseph von Fraunhofer anche un telescopio con una apertura di 7,5 centimetri di diametro, che successivamente fu utilizzato nelle spedizioni per osservare i transiti di Venere del 1874 e del 1882.
Gli strumenti e la torre dell'osservatorio iniziavano a mostrare la loro età. 
Progetti già maturi per la costruzione del nuovo edificio dell'osservatorio non poterono essere realizzati nel periodo rivoluzionario. 
Il 10 giugno 1850 fu deciso di abolire l'istituzione, per la quale non sarebbe più stato selezionato alcun astronomo di corte. 
Il professore di Heidelberg Adam Nell nel 1852 ne assunse la supervisione, ma senza contenuto. 
Ancora una volta, vi fu un progetto di ristrutturazione dell'istituto, che ebbe inizio nel 1859 con l'ordine di un telescopio con una apertura di 9 cm di diametro.

### Il trasferimento a Karlsruhe

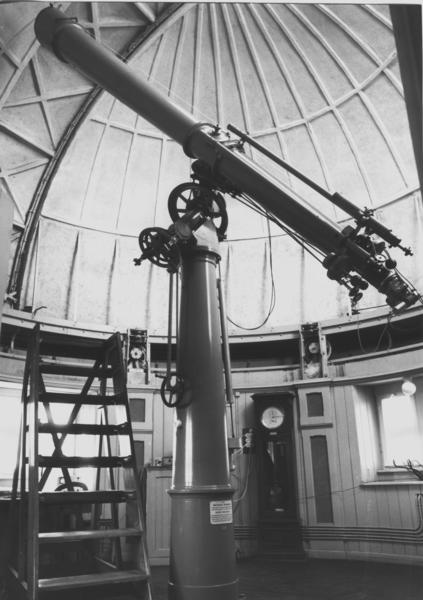
Il più grande telescopio dell'osservatorio, costruito nel 1859

Il 1860 giunse con Eduard Schönfeld ancora una volta astronomo di corte a Mannheim, che, attraverso le sue osservazioni delle nebulose, acquisì presto una buona reputazione.
Professionalmente, contribuì notevolmente con il suo lavoro al catalogo ancora oggi in uso "Bonner Durchmusterung".
Organizzò inoltre diversi congressi astronomici.
Ad una di queste riunioni, tenutasi il 28 agosto 1863, fu fondata ad Heidelberg, la Società Astronomica della Germania (Astronomische Gesellschaft Deutschlands), che esiste ancora oggi. Schönfeld fu tra i membri fondatori.
Tra le molte altre attività, nel 1871 partecipò alla Commissione di Consulenza per la preparazione ai transiti di Venere del 1874/82.
Quando nel 1875 Schönfeld si trasferì a Bonn per diventarvi direttore dell'osservatorio astronomico, il posto di Mannheim fu preso da Karl Wilhelm Valentiner. 
La posizione nel cuore della città non era più adeguata. L'osservatorio fu spostato a Karlsruhe e lì nel 1880 fu collocato in un rifugio di fortuna, dal quale, per quanto non significative, si potevano effettuare le osservazioni. 
Con gran dispiacere di Valentiner, i progetti per costruire un osservatorio permanente a Karlsruhe non erano realizzati, anche se erano stati acquistati i primi telescopi e strumenti.
Durante questo periodo, presso l'Università di Heidelberg maturò il desiderio di un osservatorio astronomico. 
Il giovane astronomo di Heidelberg Max Wolf aveva già costruito nel 1880 un osservatorio privato nella casa dei suoi genitori. Egli utilizzò sempre la fotografia nell'osservazione astronomica, divenendo rapidamente conosciuto nel mondo dell'astronomia.

### L'osservatorio di Heidelberg

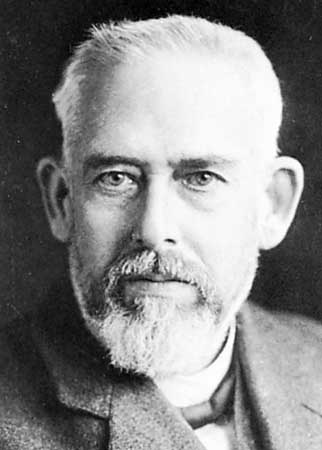
Max Wolf, 1863–1932

Nel 1892, una delegazione di professori di Heidelberg, tra i quali Max Wolf, prese in carico il desiderio del Granduca di Karlsruhe di avere un osservatorio astronomico universitario per la ricerca e l'insegnamento.
In quel periodo, il Baden non era finanziariamente solido, potendo sostenere poco più che la costruzione degli edifici e, inoltre, gli strumenti di Karlsruhe erano inadatti per la specialità di Wolf, l'astrofotografia. 
Così Wolf si mise alla ricerca di sponsor, che gli permettessero di acquistare nuovi telescopi. 
La ricerca si rivelò molto felice: la mecenate statunitense Catherine Wolfe Bruce donò 10.000 dollari per un telescopio e alla sua donazione ne seguirono altre. 
Finalmente, fu approvata la costruzione di un osservatorio astronomico ad Heidelberg, al quale sarebbero stati trasferiti anche gli strumenti di Karlsruhe.
Il 20 giugno 1898 fu inaugurato il "Großherzogliche Bergsternwarte" (osservatorio astronomico granducale della montagna)  sulla Königstuhl (ora osservatorio astronomico statale di Heidelberg-Königstuhl).
Inizialmente vi erano due dipartimenti concorrenti. Il dipartimento astrometrico era diretto da Wilhelm Valentiner e comprendeva gli strumenti di Karlsruhe, mentre il dipartimento di astrofisica era diretto da Max Wolf e fu dotato degli strumenti provenienti dal suo osservatorio privato e degli strumenti della nuova fondazione. 
Dopo il pensionamento di Valentiner nel 1909, i due dipartimenti sono stati uniti. Wolf lavorò in molti campi dell'astrofisica, studiò la struttura della Via Lattea, analizzò gli spettri di stelle e nebulose e ricercò intensamente gli asteroidi, dei quali oltre 800 furono scoperti dall'osservatorio. Come cittadino onorario di Heidelberg, fu sepolto nel 1932 nel cimitero della montagna.
Dopo la seconda guerra mondiale, ci fu un nuovo inizio per l'Istituto, che ora si chiama Landessternwarte Königstuhl (LSW). 
Nel 1983, gli strumenti di Mannheim furono trasferiti al Museo statale per la Tecnologia e il Lavoro di Mannheim (Landesmuseum für Technik und Arbeit), dove alcuni di loro fanno parte della mostra permanente. 
Il telescopio del 1859 fu donato nel 1957 alla città di Karlsruhe per costruire l'osservatorio pubblico di Karlsruhe, un altro strumento all'osservatorio pubblico di Heppenheim. 
I libri della biblioteca vecchia dell'istituto, il più antico dei quali risale al 1476, furono trasferiti al Dipartimento Manoscritti della Biblioteca Universitaria.

## Storia dell'osservatorio di Mannheim dopo il 1880

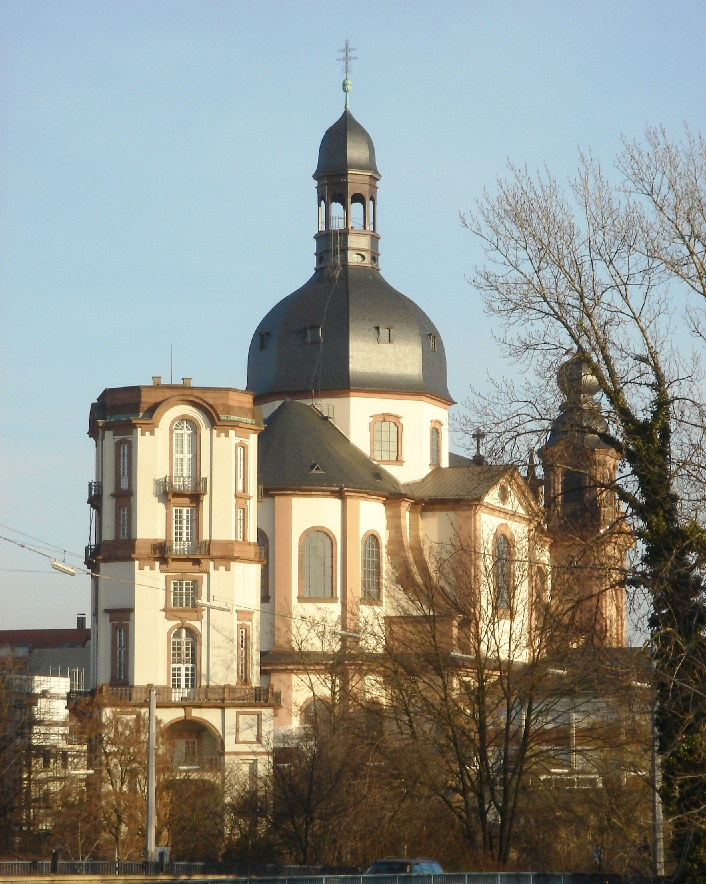
Torre dell'osservatorio nei pressi della Jesuitenkirche

La torre dell'osservatorio fu restaurata tra il 1905 e il 1906. 
Attraverso un contratto tra il Tesoro del Land e la città di Mannheim siglato nel 1940, l'edificio è stato posto posto sotto la custodia della città di Mannheim fino al 31 marzo 2021.
Il 20 marzo 1944, durante la seconda guerra mondiale, l'edificio fu gravemente danneggiato da una bomba, che penetrò nei piani superiori.
Dopo la seconda guerra mondiale, furono dapprima eseguite riparazioni di emergenza; solo nel 1957 il Consiglio Comunale approvò una ricostruzione e una ristrutturazione dell'edificio di studio. 
Con i seguenti lavori di ristrutturazione, nell'ottobre 1958 si completarono le modifiche alla facciata, ridandole un aspetti simile all'originale, creando all'interno degli spazi di studio. 
Sul piano superiore del palazzo si trova tuttora il punto zero per il sistema di misurazione geografica del Baden.